# Андерсон, Джейн
Джейн Андерсон (англ. Jane Anderson; род. 1954 в Калифорнии) — американская актриса, драматург, сценарист и режиссёр. Она стала сценаристкой и режиссёром одного фильма, «Победительница» (2005), а также написала сценарий к фильму с Николасом Кейджем, «Счастливый случай» (1994). Она выиграла премию «Эмми» за свой сценарий к мини-сериалу «Олив Киттеридж» (2014).

## Карьера
До кинорежиссуры, Андерсон была сценаристом и режиссёром нескольких успешных телефильмов, в частности «Нормальный» (2003) с Джессикой Лэнг и Томом Уилкинсоном в главных ролях; «Детский танец» (1998) со Стокард Чэннинг и Лорой Дерн в главных ролях; «Убийца предводителя» (1993) с Холли Хантер в главной роли; и «Если бы стены могли говорить 2» (новелла «1961») (2000), который принёс Ванессе Редгрейв премию «Эмми» за её изображение пожилой лесбиянки, которой запретили навещать в больнице её умирающего давнего компаньона.
Она стала сценаристом драматического телесериала AMC «Безумцы» для второго сезона шоу. Она была номинирована на премию Гильдии сценаристов США за лучший драматический сериал за её работу над вторым сезоном.

## Награды
- Премия «Эмми» за сценарий к фильму «Убийца предводителя» (1993)
- Номинации на «Эмми» за сценарий и режиссуру фильма «Детский танец» (1998)
- Номинация на «Эмми» за сценарий к фильму «Нормальный» (2003)
- Номинация на «Эмми» за сценарий к фильму «Если бы стены могли говорить 2» (2000) (За эпизод «1961»)
- Премия «Люси» (2000) за признание передового опыта и инноваций в написании творческой работы (Если бы стены могли говорить 2), что повысило восприятие женщины посредством телевидения[4]
- Номинация на премию Гильдии режиссёров США за режиссуру фильма «Нормальный» (2003)
- Премия Гильдии сценаристов США за лучший драматический сериал за её работу над вторым сезоном сериала «Безумцы» (2008)[3]
- Премия драматического кружка критиков Лос-Анджелеса (2008) за выдающуюся пьесу за «Качество жизни»[5]
- Две премии «Овация» (2008) за написание пьесы «Качество жизни»[6]
- Премия Гильдии сценаристов США за лучший адаптированный сериал в длинной форме за сценарий к мини-сериалу «Что знает Оливия?» (2015)
- Премия «Эмми» за сценарий к мини-сериалу «Что знает Оливия?» (2015)

## Избранная фильмография (сценарист и режиссёр)
- Убийца предводителя / The Positively True Adventures of the Alleged Texas Cheerleader-Murdering Mom (1993) (ТВ) (телесценарий)
- Лоскутное одеяло / How to Make an American Quilt (1995) (сценарий)
- Детский танец / The Baby Dance (1998) (ТВ) (режиссура и телесценарий, основано на её пьесе)
- Если бы стены могли говорить 2 / If These Walls Could Talk 2 (2000) (ТВ) (режиссура и телесценарий, эпизод «1961»)
- Когда Билли побеждает Бобби / When Billie Beat Bobby (2001) (ТВ) (режиссура и телесценарий)
- Нормальный / Normal (2003) (ТВ) (режиссура и телесценарий, основано на её пьесе «В поисках нормального»)
- Победительница / The Prize Winner of Defiance, Ohio (2005) (режиссура и сценарий)
- Что знает Оливия / Olive Kitteridge (2014) (ТВ) (телесценарий, основано на романе Элизабет Страут «Оливия Киттедж»)